# Solomon Asch
Solomon Eliot Asch (14. září 1907 Varšava, Ruské impérium) – 20. února 1996 Pensylvánie, USA) byl polsko-americký sociální psycholog židovského původu.
Byl 41. nejcitovanějším psychologem ve 20. století. Zajímaly ho především problémy vytváření dojmů, získávání prestiže ve skupině či šíření konformity ve skupině. Dospěl k závěrům, že skupina či sociální celek dominuje svým částem a zásadně ovlivňuje jejich charakter – tím se zařadil do širšího proudy gestaltismu. Zdůrazňoval, že žádný akt jedince nelze pochopit bez jeho sociálního kontextu. Nejznámějším se staly jeho experimenty, které dokazovaly, jak skupina ovlivňuje názory jedince, a jak je jedinec se skupinou konformní. Jeho hlavním mentorem byl Max Wertheimer, následně byl jeho žákem Stanley Milgram.
Asch žil i pracoval nadále v New Yorku. Vzal si za manželku Florence a měl s ní syna Petera, který se narodil, když žili v Brooklynu. Syn Peter se stal učitelem ekonomie na Rutgerské univerzitě, kde Solomon Asch také učil.
Asch měl úspěšnou kariéru jako psycholog, která trvala půl století. Poté, co držel celou řadu pedagogických pozic v New Yorku, a to i na Brooklyn College a New School for Social Research, učil 19 let na Swarthmore College, kde působil se skupinou předních psychologů, včetně Wolfganga Köhlera. Asch také působil jako profesor a ředitel Ústavu pro kognitivní studia na Rutgers University od roku 1966 do roku 1972. V roce 1972 se připojil k fakultě University of Pennsylvania jako profesor a působil tam jako emeritní profesor do roku 1979.

## Kariéra v sociální psychologii
Aschovy výzkumy byly zaměřené na dopad sociálního kontextu na naše vnímání a chápání světa. Jeho nejslavnější studie byly o shodách. Vyprávěl časné zkušenosti z dětství v Polsku a měl je jako inspiraci pro tuto práci. Jako malý chlapec se při oslavách Pesachu zeptal, pro koho je ta sklenice vína na stole, která tam byla navíc. Bylo mu řečeno pro proroka Elijáše. Myslel si, že Elijáš to víno doopravdy pije. V očekávání měl dojem, že hladina velmi pomalu klesá.
S výzkumem začal v roce 1930, kdy se Adolf Hitler dostal k moci a společenskému vlivu, ve formě propagandy a indoktrinace. Na základě jeho studií Asch zjistil, že propaganda je nejefektivnější, když jsou nevědomosti a strach kombinovány. Zastával názor, že lidé hledají pravdu místo lží, a to ačkoli oni mohou být uvedeni v omyl do politováníhodných akcí, lidé budou jednat v dobré cestě, po obdržení příslušného údaje.
Asch sloužil jako prezident divize osobnosti a sociální psychologie Americké psychologické asociace a jako předseda Výboru pro akademickou svobodu v roce 1957. Byl také zástupce šéfredaktora časopisu Psychological Review od roku 1957 do roku 1962, a také získal řadu ocenění, včetně Nicholas Murray Butler medaile z Columbia University v roce 1962 a významný vědecký přínos Award od American Psychological Association v roce 1967.

## Prestižní návrh
Při studiu známém jako Prestige Suggestion (prestižní návrh) manipuloval Asch s citáty. Jedním z nich byl "I hold it that a little rebellion, now and then, is a good thing, and as necessary in the political world as storms are in the physical." což v překladu znamená: "Zastávám názor, že malá bouře je dobrá věc a je tu a tam potřebná jak v politickém světě, tak ve světě fyzickém". Asch ukázal, že Američtí studenti více souhlasili s tímto citátem, když byl přičítán Jeffersonovi, než když byl přičítán Leninovi. Lenin chtěl krev, zatímco Jefferson politiku, proto Asch pomohl vyvinout hlavní pohled na moderní sociální psychologii: chování není zodpovědné za svět tak, jak je, ale za svět, jak je vnímán.

## Publikace
Aschova učebnice Sociální psychologie je ztělesněním jeho teorií a patří mezi nejznámější práce v oblasti psychologie. Představuje v ní hlavně teorii konformity a řeší zásadní otázky týkající se lidské přirozenosti a otázky v oblasti sociální psychologie. Používal hlavní psychologické teorie, posuzoval jejich vliv na myšlení a vyhodnocoval jejich přínosy a omezení. Po vydání tato kniha představila revoluci v myšlení a je stále vysoce relevantní k problematice sociální psychologie dnes.

## Aschův test konformity
Nejznámější Aschův experiment je test konformity z roku 1951. Samotný název konformita znamená změnu v názorech nebo chování člověka jako důsledek reálného nebo domnělého tlaku osoby nebo skupiny osob. Vybrané osoby měli za úkol vybrat ze tří čar tu, která byla stejně dlouhá jako referenční čára, a výsledek měli vyslovit nahlas před ostatními.
Experiment probíhal ve skupinkách, kde byl pouze jeden skutečný účastník a zbytek byli pomocníci Aschova experimentu. Tito pomocníci odpovídali z větší části špatně tak, aby ovlivnili úsudek zkoumané osoby. Jako stejně dlouhou čáru vybrali tu, která byla odlišná. Přičemž zkoumané osoby poté odpovídaly ve větší míře špatně. Což se jednoznačně jedná o projev konformity.

Karty užité v experimentu

Rozdělujeme 3 typy sociální konformity:
1. Vyhovění: Jdeme s davem, ale neměníme své názory
2. Internalizace: Jdeme s davem a věříme, že názor většiny je správnější než náš vlastní
3. Identifikace: Názor změníme, abychom se podobali osobě, kterou obdivujeme

Výsledky
- 24 % zkoumaných osob se nepřizpůsobilo
- 74 % bylo konformní nejméně jedenkrát
- 32 % bylo konformní ve všech případech

Pokud se jednalo o test, který byl proveden o samotě, zkoumané osoby chybovaly zřídkakdy. Ve skupině, která odpovídala sama za sebe, neudělalo žádnou chybu 95 %. Vlivem skupinového tlaku neudělalo chybu pouze 25 %. Účastníci se chovali takto jen v případě, že ostatní odpovídali jednotně. Když měli Aschovi pomocníci odpovídat správně, procento konformovaných rapidně kleslo.
Opakování tohoto experimentu po 30 letech z roku 1980 přineslo odlišné výsledky. Domnívali se, že zkoumané osoby nebyly tak konformní jako v Aschově experimentu. Udávali správné odpovědi, takové, jaké si doopravdy mysleli.
Proč odpovídali špatně? Většina řekla v rozhovoru se samotným experimentátorem Aschem, že nevěřila odpovědím, ale odpověděli tak proto, že nechtěli být považováni za divné. Pouze několik tázaných řeklo, že věřili skupině.